# Scarpa d'oro 2008
La Scarpa d'oro 2008 è il riconoscimento calcistico che è stato assegnato al miglior marcatore assoluto in Europa tenendo presente le marcature segnate nel rispettivo campionato nazionale per il valore del coefficiente UEFA nella stagione 2007-2008. Il vincitore del premio è stato Cristiano Ronaldo, con 31 reti nella Premier League.

## Classifica finale
| Pos | Campionato     | Nome                 | Squadra             | Gol | C-UEFA | Pti  |
| --- | -------------- | -------------------- | ------------------- | --- | ------ | ---- |
| 1   | Premier League | Cristiano Ronaldo    | Manchester Utd      | 31  | x2     | 62   |
| 2   | Liga           | Daniel Güiza         | Maiorca             | 27  | x2     | 54   |
| 3   | Eredivisie     | Klaas-Jan Huntelaar  | Ajax                | 33  | x1,5   | 49,5 |
| 4   | Premier League | Emmanuel Adebayor    | Arsenal             | 24  | x2     | 48   |
| 4   | Liga           | Luís Fabiano         | Siviglia            | 24  | x2     | 48   |
| 4   | Bundesliga     | Luca Toni            | Bayern Monaco       | 24  | x2     | 48   |
| 4   | Premier League | Fernando Torres      | Liverpool           | 24  | x2     | 48   |
| 8   | Serie A        | Alessandro Del Piero | Juventus            | 21  | x2     | 42   |
| 9   | WPL            | Rhys Griffiths       | Llanelli Town       | 40  | x1     | 40   |
| 10  | Ligue 1        | Karim Benzema        | Olympique Lione     | 20  | x2     | 40   |
| 10  | Serie A        | David Trezeguet      | Juventus            | 20  | x2     | 40   |
| 12  | Liga           | Sergio Agüero        | Atlético Madrid     | 19  | x2     | 38   |
| 12  | Serie A        | Marco Borriello      | Genoa               | 19  | x2     | 38   |
| 12  | Bundesliga     | Mario Gómez          | Stoccarda           | 19  | x2     | 38   |
| 12  | Premier League | Roque Santa Cruz     | Blackburn           | 19  | x2     | 38   |
| 16  | Liga           | Nihat Kahveci        | Villarreal          | 18  | x2     | 36   |
| 16  | Primeira Liga  | Lisandro López       | Porto               | 24  | x1,5   | 36   |
| 16  | Premier League | Scott McDonald       | Celtic              | 24  | x1,5   | 36   |
| 16  | Ligue 1        | Mamadou Niang        | Olympique Marsiglia | 18  | x2     | 36   |
| 16  | Liga           | Ricardo Oliveira     | Real Saragozza      | 18  | x2     | 36   |
| 16  | Liga           | Raúl                 | Real Madrid         | 18  | x2     | 36   |
| 16  | Liga           | David Villa          | Valencia            | 18  | x2     | 36   |
| 16  | Super League   | Hakan Yakın          | Young Boys          | 24  | x1,5   | 36   |
| 24  | Serie A        | Antonio Di Natale    | Udinese             | 17  | x2     | 34   |
| 24  | Serie A        | Zlatan Ibrahimović   | Inter               | 17  | x2     | 34   |
| 24  | Serie A        | Adrian Mutu          | Fiorentina          | 17  | x2     | 34   |
| 27  | Tippeligaen    | Thorstein Helstad    | Brann               | 22  | x1,5   | 33   |
| 27  | Eredivisie     | Blaise Nkufo         | Twente              | 22  | x1,5   | 33   |

## Attribuzione del coefficiente UEFA
- Per i campionati i cui paesi sono dal 1º al 5º posto della classifica UEFA i gol del giocatore vanno moltiplicati per 2
- Per i campionati i cui paesi sono dal 6º al 22º posto della classifica UEFA i gol del giocatore vanno moltiplicati per 1,5
- Per i campionati i cui paesi sono dal 23º posto in giù della classifica UEFA i gol del giocatore vanno moltiplicati per 1